# Carpanzano
Carpanzano ist eine italienische Gemeinde in der Provinz Cosenza in der Region Kalabrien mit 195 Einwohnern (Stand 31. Dezember 2023).
Carpanzano liegt 33 km südlich von Cosenza. Der Ort hat einen Bahnhof an der Bahnstrecke Cosenza–Catanzaro. Die Nachbargemeinden sind Altilia, Belsito, Colosimi, Marzi und Scigliano.